# تپه قلعه جوق
تپه قلعه جوق مربوط به سده‌های میانه دوران‌های تاریخی پس از اسلام است و در شهرستان ماهنشان، بخش مرکزی، دهستان قزل گچلو، ۲۰۰ متری شمال روستای گونی واقع شده و این اثر در تاریخ ۱۸ اسفند ۱۳۸۷ با شمارهٔ ثبت ۲۵۳۳۹ به‌عنوان یکی از آثار ملی ایران به ثبت رسیده است.